# Clive White
Clive Bradley White, né le 2 mai 1940 à Harrow, est un ancien arbitre anglais de football. Il débuta en 1973, devint arbitre international de 1978 à 1982.

## Carrière
Il a officié dans des compétitions majeures: 
- Coupe d'Angleterre de football 1981-1982 (les 2 matchs de la finale)
- Coupe du monde de football de 1982 (1 match)